# ITU-R
ITU-R (International Telecommunication Union – Radiocommunication Sector) – Sektor Radiokomunikacji ITU.
Zadania, funkcje oraz strukturę Sektora Radiokomunikacji określa Konstytucja i Konwencja ITU, której polska wersja została ogłoszona w Dzienniku Ustaw: Dz.U. z 1998 r. nr 35, poz. 196
Głównymi zadaniami realizowanymi przez Sektor Radiokomunikacji są:
- ustalanie przeznaczeń pasm częstotliwości widma radiowego, rezerwowanie częstotliwości i rejestrowanie przydziałów częstotliwości oraz rezerwowanie pozycji dla służb satelitarnych na orbicie geostacjonarnej i parametrów satelitów na innych orbitach, w sposób pozwalający na uniknięcie szkodliwych zakłóceń między stacjami radiokomunikacyjnymi różnych krajów;
- koordynowanie działalności mającej na celu wyeliminowanie szkodliwych zakłóceń między stacjami radiokomunikacyjnymi poszczególnych krajów oraz zwiększenie efektywności wykorzystania widma częstotliwości radiowych dla służb radiokomunikacyjnych, jak również orbity satelitów geostacjonarnych oraz innych orbit satelitarnych.

Funkcje ITU-R realizowane są poprzez:
- zapewnienie racjonalnego, sprawiedliwego, wydajnego i oszczędnego wykorzystania widma częstotliwości radiowych przez wszystkie służby radiokomunikacyjne;
- prowadzenie badań, bez ograniczeń co do zakresów częstotliwości;
- przyjmowanie zaleceń dotyczących radiokomunikacji.

Członkami Sektora Radiokomunikacji są, zgodnie z Konstytucją i Konwencją ITU:
- z mocy prawa administracje wszystkich Członków Międzynarodowego Związku Telekomunikacyjnego (w przypadku Polski są to: Ministerstwo Cyfryzacji i Urząd Komunikacji Elektronicznej);
- jednostki lub organizacje, upoważnione zgodnie z właściwymi postanowieniami Konwencji (w przypadku Polski są to: Polkomtel, Orange Polska i Politechnika Łódzka)[2].